# Loferer Alm

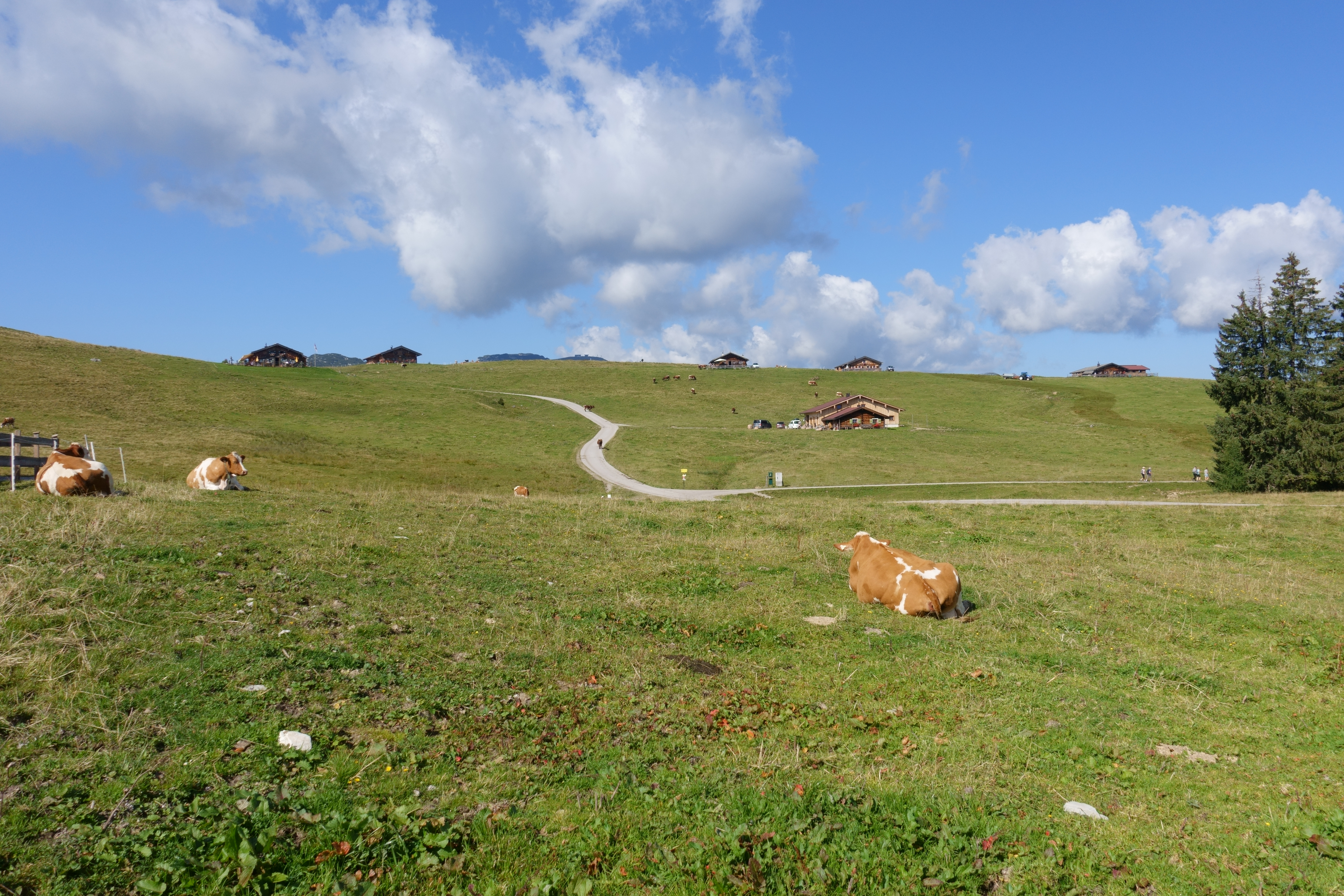
Loferer Alm mit Blick nach Norden

Die Loferer Alm ist eine 422 Hektar große Hochalm im Land Salzburg. Sie gehört zum Gemeindegebiet von Lofer, liegt ca. 800 m oberhalb westlich des Saalachtales und erstreckt sich in einer Höhenlage zwischen 1300 und 1747 m. Sie gehört zur Katastralgemeinde Hallenstein.

## Geographie und Lage
Die Loferer Alm ist die größte Genossenschaftsalm des Pinzgaues. Von der Gesamtfläche von 422 ha sind 82 ha Wald und 22 ha Ödland. Es steht damit eine Weidefläche von 318 ha zur Verfügung. Zusätzlich können von der Almgenossenschafts 41 ha Servitutsweide der benachbarten Bayerischen Saalforste genutzt werden.
Die Alm ist durch eine asphaltierte Bergstraße und eine Gondelbahn mit zwei Sektionen, die ganzjährig in Betrieb ist, erschlossen. Von Lofer aus ist die Zufahrt zur Alm im Sommer auch mit Privatautos, im Winter nur mit der Bergbahn und Privatbussen möglich. Das Almgebiet ist touristisch erschlossen (höchste Liftstation in 1700 m Höhe) und erlaubt einen Rundblick auf die Loferer- und Leoganger Steinberge, die Reiteralpe, den Wilder Kaiser und die Chiemgauer Alpen.
Der Wirmbach entspringt auf der Alm und stürzt als Wasserfall nach Lofer. Vorher bildet er einen kleinen Speicherteich (Almsee) für die Beschneiungsanlagen des Skigebietes. Ein weiterer Speicherteich ist der Rote Marmorsee südlich des Schönbühels.

## Nutzung

### Almwirtschaft
Die historische Bewirtschaftung erfolgte durch die vor Jahrhunderten gegründete Almgenossenschaft St. Martin mit Almauftrieb der Rinder und der Butter- und Käseherstellung.
Die Almhütten bekamen teilweise einen Ausschank, wobei die Sennerei einen besonderen Vorzug hatte. Die Anzahl der im Jahre 2005 aufgetrieben Nutztiere betrug: 230 Kühe, 106 Kalbinnen, 109 Kälber und drei Ziegen. 18 der 36 noch bestehenden Almhütten wurden in diesem Jahr noch bewirtschaftet. Der Almabtrieb erfolgt in festlicher Form am Ende des Almsommers Ende September.

### Tourismus
Die Gastronomie besteht aus den Häusern „Haus Schönblick“, dem Restaurant „Soderkaser“ und dem Restaurant „Kechtalm“ – alle ohne Übernachtungsmöglichkeit, sowie dem „Haus Gertraud in der Sonne“ mit Übernachtung.

#### Wintersport

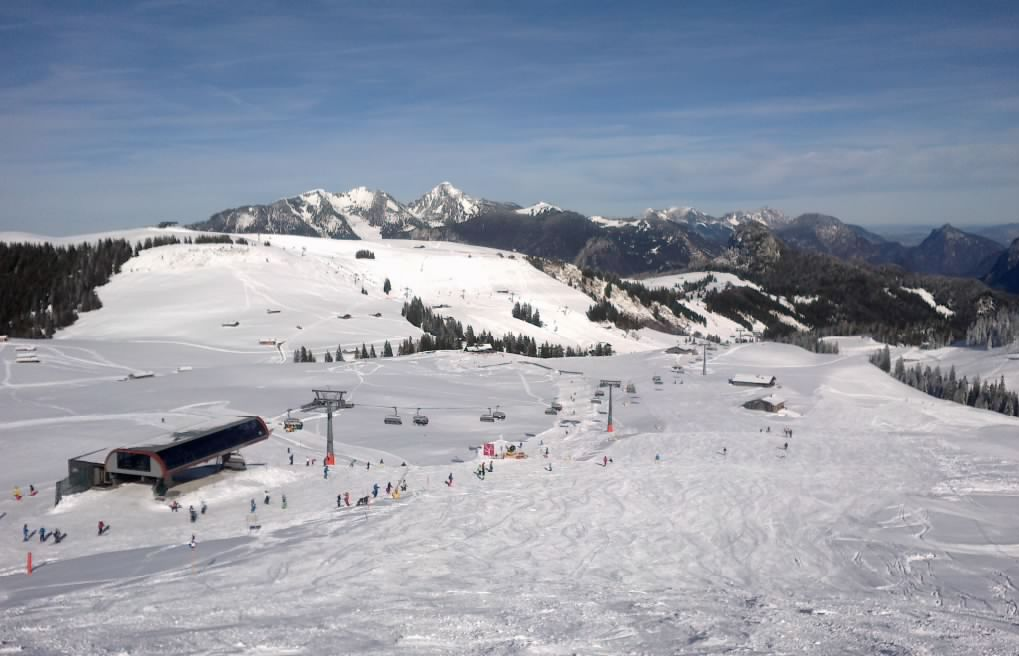
Loferer Alm im Winter

Im Winter wird die Alm zum Skifahren, Snowboarden, Skilanglauf und zum Rodeln genutzt. Die Bergbahngesellschaft betreibt zwei Kabinenbahnen in zwei Sektionen von Lofer (650 m) über die Mittelstation Loderbichl (1005 m) zur Loferer Alm/Bergstation (1400 m), vier Schlepplifte, drei Sesselbahnen und ein Magic Carpet als Aufstiegshilfe für Kinder in der Almenwelt Lofer. Die Loferer Alm verfügt über 46 km Abfahrtspisten, Tiefschneebereiche und 2 Skischulen. Die längste Skiabfahrt führt von Schönbühel bis Lofer mit einer Abfahrtslänge von 9 km (bei 1000 m Höhenunterschied). Darüber hinaus ist eine Höhenloipe und ein Rundwanderweg von 4 km Länge vorhanden. Die Almfläche ist selbst bei hohen Schneelagen lawinensicher.

#### Sommertourismus
Im Sommer lädt das Gebiet zu Wanderungen und Bergtouren, auch über einen Klettersteig, ein. Die Alm ist Ausgangspunkt für Bergwanderungen zur Steinplatte und Winklmoos-Alm, zum Dietrichshorn, dem Grubhörndl und nach Unken und entwickelte sich zum Ausgangspunkt für Biketouren zur Tiroler Steinplatte und in die Bayerische Winklmoosalm bei Reit im Winkl.
Besonders die vielfältige Flora zieht im Sommer viele Touristen an. Ein Lehrpfad von Lofer auf die Loferer Alm wurde 2005 fertiggestellt. Dieser Weg ist mit Informationstafeln gestaltet, die Einblicke in Landschaft, Fauna und Kultur des Saalachtales und der Alm geben. Jeden Sommer werden drei katholische Bergmessen gefeiert und mindestens ein Tag mit Almkonzerten der Loferer Bürgermusik gestaltet. 2013 wurden 7 Rundwanderwege von leicht bis schwer mit 4 Aussichtsgipfeln beschildert. Auch die beiden Beschneiungsteiche (Almsee, Roter Marmorsee) werden als Sehenswürdigkeit präsentiert.

## Geschichte und Besucher
Schon vor dem Dreißigjährigen Krieg wurde die Loferer Alm von der Bevölkerung zur Grünwirtschaft und als Fluchtburg genutzt und ständig landwirtschaftlich weiter erschlossen. Der Verleger des Bergverlag Rudolf Rother („Der Winter“ und „Der Bergkamerad“) erlebte die Alm 1931 zum ersten Mal und beschloss gemeinsam mit Major Karl Baumgartner vom Hotel Bräu in Lofer, die Alm durch den Bau des großen Holzhotels „Haus Gertraud in der Sonne“ (1931–1933) touristisch zu erschließen. Major Baumgartner besuchte 1945 die Alm gemeinsam mit Bundeskanzler Leopold Figl.
Im Winter Februar 1968 fuhren Richard Burton, Elizabeth Taylor und Clint Eastwood anlässlich der Dreharbeiten zu dem Film Agenten sterben einsam mit einer Pferdekutsche auf die Alm.

## Persönlichkeiten
- Karl Baumgartner (1887–1969), Gastronom, Inhaber und Betreiber des Hotels „Bräu“ in Lofer, Major und letzter Adjutant von Erzherzog Franz Ferdinand von Österreich-Este, auch beim Attentat von Sarajewo.
- Josef Färbinger (1926–2008), Bürgermeister, Ehrenbürger von Lofer, Initiator des wirtschaftlichen Wiederaufschwungs nach dem Zweiten Weltkrieg und Mäzen der größten historischen Fotosammlung im Salzburger Land.
- Rudolf Rother (1887–1969), Verleger aus München, Erbauer des ersten größeren Berghotels nur aus Natursteinen und Holz und Initiator des Skisports auf der Loferer Alm.